# José Maria da Silva Paranhos
José Maria da Silva Paranhos, vescomte de Rio Branco (Salvador, 16 de març de 1819 – Rio de Janeiro, 1 de novembre de 1880), fou un estadista, diplomàtic, militar, professor i periodista brasiler. Va ser president de la província de Rio de Janeiro, ministre i president del consell de ministres de l'Imperi del Brasil.
El seu fill, José Maria da Silva Paranhos Júnior, baró de Rio Branco, va ser ministre d'afers exteriors, ambaixador, patró del cos diplomàtic brasiler i candidat al Premi Nobel de la Pau. Emperò, pare i fill no van gaudir d'una bona relació, degut a la vida amorosa del segon, fora dels cànons de l'època i que Paranhos no aprovava.

## Biografia

### Joventut
Els seus pares eren Agostinho da Silva Paranhos i Josefa Emerenciana de Barreiros. Agostinho Paranhos i els seus dos germans havien emigrat a l'Amèrica portuguesa a principis del segle xix. Es va convertir en un ric comerciant i es va casar amb Josefa, pertanyent a una de les famílies més antigues de la capitania de Baía de Todos os Santos. Ambdós tenien arrels a Porto. Quan el Brasil va declarar la independència, van romandre lleials als portuguesos, perdent el seu estatus social i part del seu negoci.
José Maria va tenir una infància senzilla, sense luxes però allunyada de la pobresa. El pare va morir quan ell encara era un nen i la mare va faltar uns anys després. Ell i els seus germans van quedar en una situació precària, ja que el patrimoni familiar va passar a mans d'un familiar. Els joves van ser adoptats per un dels oncles materns, Eusébio Gomes Barreiros, coronel del cos d'enginyers de l'exèrcit. Barreiros va tenir cura dels fills de la seva germana juntament amb els propis, i va pagar-lis l'educació.

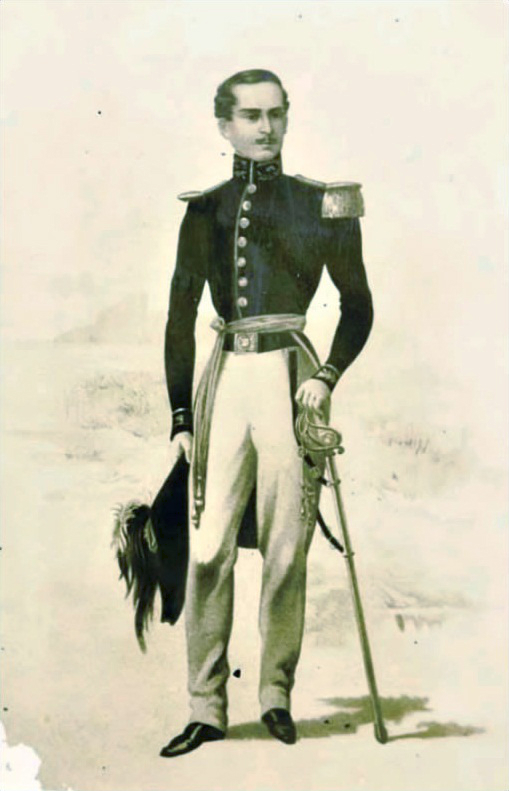
José Paranhos amb uniforme de cadet de l'exèrcit, c. 1841.

Paranhos va ser enviat a la capital imperial Rio de Janeiro el 1835, a l'edat de catorze anys, per continuar els seus estudis. A principis de l'any següent va ser acceptat a l'acadèmia naval. Es va graduar el 1841 als 22 anys amb el grau de guardiamarina, i després va ingressar a la Reial Acadèmia d'Artilleria, Fortificació i Disseny. Paranhos va seguir un curs d'enginyeria i va desenvolupar el gust per les matemàtiques. Va ser ascendit a alferes abans de graduar-se a l'escola militar i es va convertir en professor substitut a l'acadèmia naval. Es va casar el 1842 amb Teresa de Figueiredo Faria, la família de la qual també procedia de Porto.
Paranhos va decidir tornar a la vida civil i concentrar-se en la seva carrera com a professor. L'any següent esdevingué instructor habitual de l'acadèmia naval, impartint classes d'artilleria. Va ser traslladat el 1845 al professorat de l'acadèmia militar per ensenyar artilleria, fortificacions i posteriorment mecànica. A més de ser professor, Paranhos també es va convertir en periodista i va començar a treballar cap al 1844 en diaris que donaven suport al Partit Liberal. Va continuar com a professor a l'acadèmia militar i va començar a ensenyar economia política, estadística i dret administratiu al voltant de 1863. El 1874 va esdevenir degà de la recentment creada Escola d'Enginyeria (actualment l'Escola Politècnica de la Universitat Federal de Rio de Janeiro), una branca civil del programa d'enginyeria de l'acadèmia militar.

### Inicis al Partit Liberal
Els articles escrits per Paranhos per a diaris liberals van cridar l'atenció de membres del Partit Liberal. Es va fer amic i protegit d'Aureliano de Sousa e Oliveira Coutinho. En aquella època, Coutinho era la figura més poderosa de la política nacional brasilera. Va ser líder de la Facció Àulica, un lobby format per polítics notables i membres de la cort imperial que exercia una forta influència sobre l'inexpert monarca (Pere II havia sigut coronat Emperador del Brasil el 1841, amb 15 anys).
L'emperador va nomenar Aureliano Coutinho president de Rio de Janeiro el 1844, la província més rica i important del Brasil en aquell moment. Amb el suport d'aquest, Paranhos va ser elegit membre de l'Assemblea Legislativa Provincial el 1845, amb 26 anys. L'any següent Aureliano Coutinho el va nomenar secretari provincial, després vicepresident i més tard actuaria com a president interí. Paranhos va ser elegit, el 1847, diputat en representació de Rio de Janeiro. La Facció Àulica va perdre el seu poder a partir de 1847. Pere II havia madurat i guanyat experiència política, i va fer-se fort apartant tots els vinculats al grup dels seus càrrecs. Com a líder, Aureliano Coutinho va quedar totalment exclòs de la vida política.
L'emperador va convidar el Partit Conservador, rival dels Liberals, a formar govern el setembre del 1848. L'ala més radical dels liberals, vinculada amb la Facció Àulica, va promoure una revolta a la província de Pernambuco per tal de tornar al poder. El moviment conegut com Revolta Praieira no va rebre suficient suport i va ser completament derrotat el 2 de febrer de 1849 a Recife, la capital pernambucana. Tot i que Paranhos va condemnar la revolta , més les caigudes d'Aureliano Coutinho i del Partit Liberal van fer-li gairebé impossible continuar amb la carrera política. Així, va decidir tornar al treball com a periodista.

### Participació en la Guerra Platina
Paranhos va deixar d'escriure per a diaris liberals i va incorporar-se al Jornal do Commercio, que tenia una línia editorial neutral. Va escriure una sèrie d'articles setmanals des de 1850 fins a finals de 1851 en la secció Cartas a um Amigo Ausente. La columna tractava temes com la política, la societat brasilera i la vida quotidiana a la capital. Els seus articles també van tractar sobre la política exterior brasilera, especialment les relacions amb la Confederació Argentina i la guerra civil a l'Uruguai.
El govern brasiler va decidir formar aliances militars amb països amenaçats pel dictador argentí, Juan Manuel de Rosas. L'exèrcit, comandat per Luís Alves de Lima e Silva, va travessar la frontera amb l'Uruguai el 4 de setembre de 1851. Paranhos va començar a escriure articles donant suport a la política exterior proactiva del Brasil, la qual cosa el va apropar al Partit Conservador. El ministre d'Afers Exteriors, Paulino José Soares de Sousa, va nomenar el líder conservador Honório Hermeto Carneiro Leão diplomàtic plenipotenciari especial a la regió del Riu de la Plata, i aquest darrer va oferir a Paranhos convertir-se en el seu secretari. Tots dos van marxar cap a Montevideo el 23 d'octubre de 1851, arribant-hi el 2 de novembre.
El 21 de novembre, Honório Hermeto va signar un tractat d'aliança amb l'Uruguai i les províncies argentines dissidents d'Entre Ríos i Corrientes. Una divisió brasilera, juntament amb tropes uruguaianes i argentines, van envair l'Argentina. Els aliats van guanyar la batalla de Monte Caseros el 3 de febrer de 1852 i van derrotar Rosas, qui va haver de refugiar-se al Regne Unit. Bartolomé Mitre, aliat del Brasil contra Rosas i que anys després ocuparia la presidència de l'Argentina, recordaria dècades més tard que Paranhos havia estat l'«ànima» de la reeixida missió diplomàtica dirigida per Honório Hermeto.

### Partit Conservador

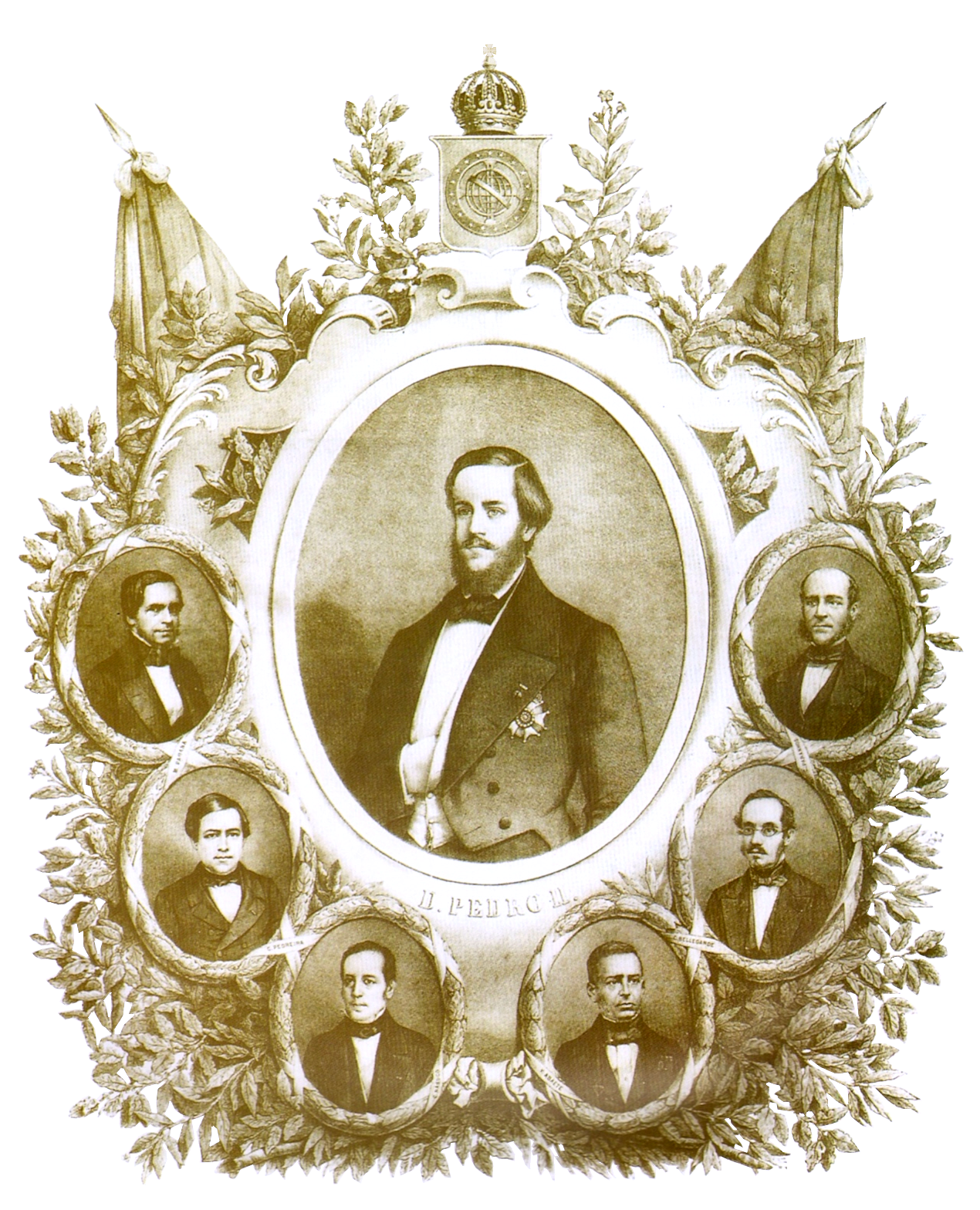
El "Gabinet de Conciliació", amb Pere II al centre, Honório Hermeto a l'extrem esquerre i Paranhos al dret.

Paranhos va ser nomenat cap de la diplomàcia brasilera a l'Uruguai, mentre Honório Hermeto tornava al Brasil, on va rebre el títol de vescomte de Paraná. La seva estada al país veí li va permetre entendre la dinàmica que caracteritzava les nacions hispanoamericanes de l'època. En aquests països era habitual que hi hagués crisis intermitents que conduïen o desembocarien en cops d'estat, governs dictatorials, lluites acarnissades entre faccions polítiques i guerres civils. L'emperador Pere II va dissenyar un ambiciós pla conegut com "la Conciliació", i, per dur-lo a termini, el 6 de setembre de 1853 va nomenar Hermeto President del Consell de Ministres. L'objectiu era posar fi a l'esclat periòdic de conflictes armats entre faccions polítiques, com s'havia produït durant la Revolta Praieira. S'havia tornat habitual que els partits que havien perdut el poder amb les eleccions intentessin recuperar-lo per la força, i la Conciliació pretenia reforçar el paper del parlament en la resolució de disputes polítiques. Tots dos partits es veurien obligats a deixar de banda el partidisme polític i dedicar-se al bé general de la nació.
Paraná va convidar diversos liberals a unir-se al Partit Conservador, incloent alguns d'ells en els gabinets. Paranhos va ser-ne un, esdevenint Ministre d'Afers Exteriors l'any 1855. Dos anys abans, el President ja havia aconseguit que guanyés un escó de Diputat. El gabinet va tenir molt èxit, però des del principi van haver de fer front a una gran oposició dels membres del Partit Conservador, que desaprovaven els nous reclutes liberals, adduint que estaven interessats principalment en obtenir càrrecs públics. Paraná va demostrar una gran resiliència per afrontar les amenaces i superar obstacles i contratemps.

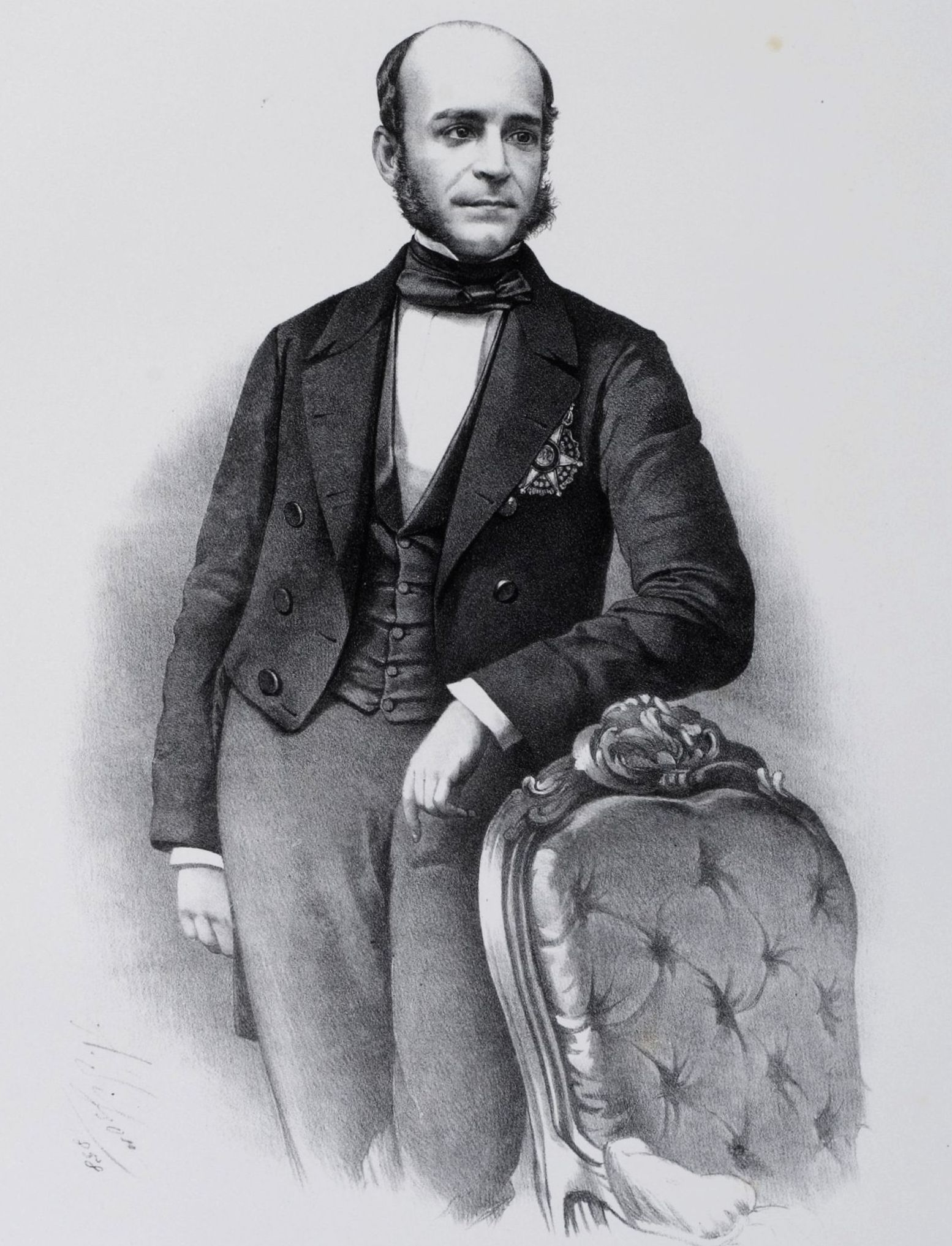
1858

Paraná, ja promogut a marquès, va morir sobtadament el setembre de 1856 i el seu gabinet va aconseguir sobreviure uns pocs mesos més. L'emperador, encara que escèptic sobre com es va implementar la Conciliació, n'apreciava els resultats i va voler que continués. El suport de Pere II va donar una nova oportunitat a la Conciliació i va permetre que Paranhos tornès al govern el 12 de desembre de 1858, de nou com a ministre d'Afers Exteriors. El problema més urgent amb què es va enfrontar va ser la negativa persistent del govern paraguaià a permetre l'accés dels vaixells brasilers a la província de Mato Grosso, una pugna que s'allargava des de 1855. En aquella època, la millor manera d'arribar a aquella llunyana província del centre-oest del Brasil era viatjar a través de l'oceà Atlàntic i navegar per rius dels que no n'eren sobirans. Paranhos va poder signar un tractat amb Asunción el 12 de febrer de 1858, que permetia la lliure navegació pels rius paraguaians. Això va posposar el conflicte bèlic que finalment es produiria el 1864.

### Gabinet Caxias–Paranhos
Després de la mort del marquès de Paraná, la vella guarda va assumir el lideratge del Partit Conservador: Joaquín José Rodrigues Torres, Eusébio de Queirós i Paulino José Soares de Sousa. Aquest últim havia sigut mentor de Paranhos des dels temps de la Guerra Platina i exercia una forta influència sobre ell.
Luís Alves de Lima e Silva, en aquella època Marquès de Caxias, va ser triat per l'emperador per presidir un nou consell de ministres el 2 de març de 1861. Aquest va nomenar Paranhos com a ministre de Finances (i ministre interí d'Afers Exteriors). El diplomàtic va ser el braç dret del president i el seu paper va ser tan rellevant que el nou executiu va passar a ser conegut com el "Gabinet Caxias–Paranhos". Tots dos s'enfrontaven a un gran repte: la Cambra de Diputats es trobava dividida en tres grups, els ultraconservadors, els moderats i els liberals. Caxias i Paranhos van assignar els principals ministeris als integristes i la resta de carteres, a la nova facció; en un intent per consolidar una majoria governamental. El gabinet va mostrar-se inoperant per la manca d'afinitat entre ambdues parts, fins què tot va esclatar arran d'un discurs del senador José Tomás Nabuco de Araújo Filho -antic amic de Paranhos- en què defensava la fusió dels conservadors moderats amb els liberals en un nou partit polític.
Amb la fundació de la Lliga Progessista, que assolia la majoria al Congrés, el gabinet va haver de dimitir. Pere II va nomenar Zacarias de Góis e Vasconcelos nou President del Consell, qui va conformar un gabinet amb membres de la nova aliança. Mesos després, Paranhos va obtenir un escó de senador vitalici per la província de Mato Grosso, jurant el càrrec el 5 de març de 1863.

### Guerres a l'Uruguai i el Paraguai

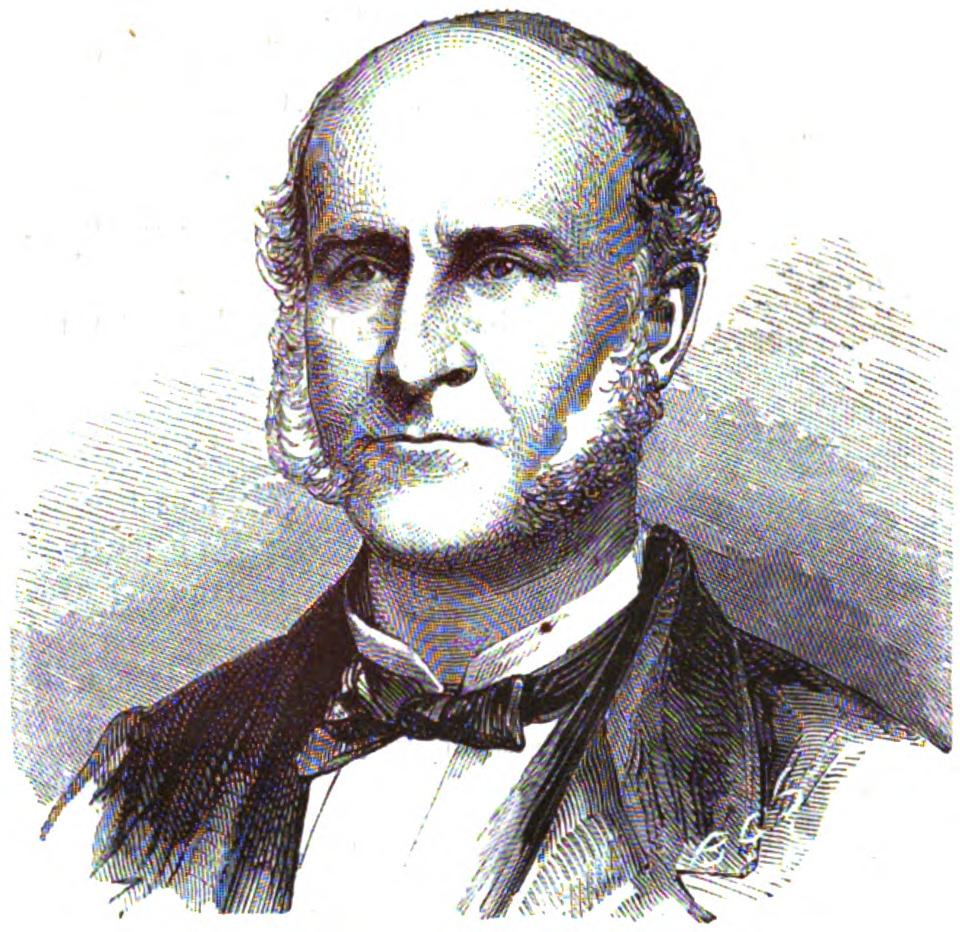
1865

L'executiu progressista va decidir intervenir en la nova guerra civil urugaiana, sota el pretext que tropes afins al govern local havien emprés una batuda contra terratinents brasilers al seu territori, saquejant les propietats i assassinant-ne els amos. Les tropes del Brasil van envair el país, en coalició amb l'exercit argentí. Aquesta mobilització de tropes cap al sud va ser aprofitada pel Paraguai per llançar un atac llampec que va propiciar-li ampliar la frontera cap a l'est. També va atacar el nord-est de l'Argentina i va reunir més tropes per continuar amb els atacs al Brasil. Pere II va ordenar enllestir la Guerra de l'Uruguai el més aviat possible, per poder centrar-se en el nou conflicte. Un cop les tropes van tancar el setge a Montevideo, José Maria da Silva Paranhos va ser enviat com a cap de la missió diplomàtica. Va negociar sàviament i va aconseguir la rendició urugaiana sense haver d'atacar la capital. A més, va forjar un tractat que estenia el pacte amb l'Argentina al nou govern de l'Uruguai, vencedor de la guerra civil, de tal manera que tots tres països van unir forces per lluitar contra el Paraguai en la Guerra de la Triple Aliança.

L'hegemonia de la Lliga Progressista va durar poc, per les friccions entre els dos grups que la van conformar. Amb els conservadors de nou al govern, Paranhos va tornar a exercir de ministre d'exteriors el 1868. Asunción va caure l'1 de gener de 1869 i Paranhos va ser novament l'encarregat de segellar la pau. Però el país seguia immers en un seguit de lluites internes i el president Francisco Solano López havia fugit de la ciutat, liderant la resistència paraguaiana en una guerra de guerrilles. Així, abans de poder redactar un acord de pau, el polític brasiler va haver de constituir un govern transitori de consens, que tingués autoritat per signar-lo i encetés la via de democratització del país. Solano López va ser abatut l'1 de març de 1870, accelerant el procés constitutiu del nou govern. El Paraguai i els aliats van signar els acords de pau el dia 20 de juny.

Blasó del Vescomte de Rio Branco. El seu lema era Déu et Labor (Déu i Treball).

Aquell mateix dia, l'emperador va nomenar Paranhos vescomte de Rio Branco, i el 20 d'octubre va ser incorporat al Consell d'Estat de l'Imperi.

### Primer ministre

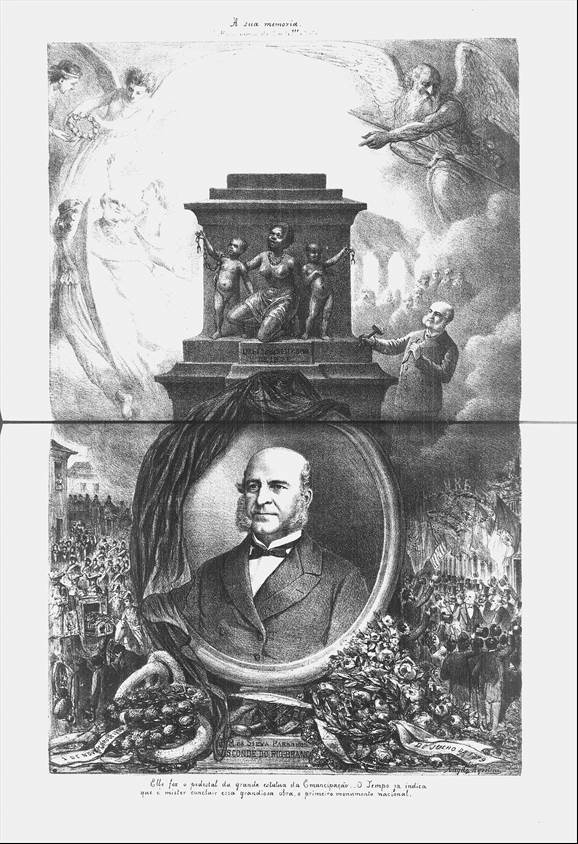
Homenatge de la Revista Illustrada al Vescomte de Rio Branco i a la Llei del Ventre Lliure.

El 1871, mentre encara es trobava al Paraguai, Rio Branco (com va passar a ser conegut) va ser reclamat pel monarca, qui va oferir-li el càrrec de President del Consell de Ministres (7 de març). L'imperi es trobava en el seu apogeu econòmic, s'havia guanyat un paper preponderant al continent i Pere II pretenia iniciar ambicioses reformes polítiques i socials. El president era l'home fort del Partit Conservador i va rebre l'encàrrec d'avançar en el procés d'abolició de l'esclavitud al Brasil.
El 12 de maig l'executiu va presentar a la Cambra la llei que declarava lliures els fills de les dones esclavitzades. Un terç dels diputats van practicar una aferrissada oposició i van atiar els mitjans de comunicació contra el projecte. Rio Branco va haver de maniobrar per convèncer els diputats, que es trobaven tant dintre com fora del seu partit. La proposta de llei tampoc era vista amb bons ulls per l'elit econòmica i social brasilera. El tràmit es va allargar alguns mesos, però després de ser aprovada per la Cambra i pel Senata, la llei va ser finalment aprovada el 27 de setembre. La princesa Isabel, que actuava com a regent davant l'absència del seu pare, en viatge a l'estranger, va sancionar l'endemà la Llei del ventre lliure. Diaris dels Estats Units, Argentina, Regne Unit, França, Itàlia, Portugal, Espanya i altres nacions estrangeres van fer-se ressò i van publicar articles lloant la figura del vescomte.
Emperò, l'aprovació de la llei va danyar seriosament les perspectives de futur de l'imperi. Els conservadors van quedar dividits, només els abolicionistes van continuar donant suport a Rio Branco. Fins i tot els ultraconservadors van retirar el seu suport incondicional a la monarquia i començaven a valorar si la figura de l'emperador era realment necessària per a l'estabilitat del país.
El gabinet de Rio Branco va haver de fer front a una crisi institucional amb l'Església Romana. Pere II considerava que havia d'implementar una reforma i va nomenar nous bisbes, joves i ben formats. Però la situació va girar-se-li en contra, doncs aquests clergues van donar suport al Papa, rebutjant la intromissió de l'emperador. L'estira i arronsa va continuar quan aquests van expulsar els mossèns vinculats a la francmaçoneria. El Primer Ministre pertanyia a la major lògia maçònica del país, i va exigir-ne la restitució, arribant a empresonar els bisbes per desobediència. Tot l'afer va comportar que la reputació de Pere II, davant de l'Església i també dels seus propis súbdits, es veiés greument afectada.

### Darrers anys

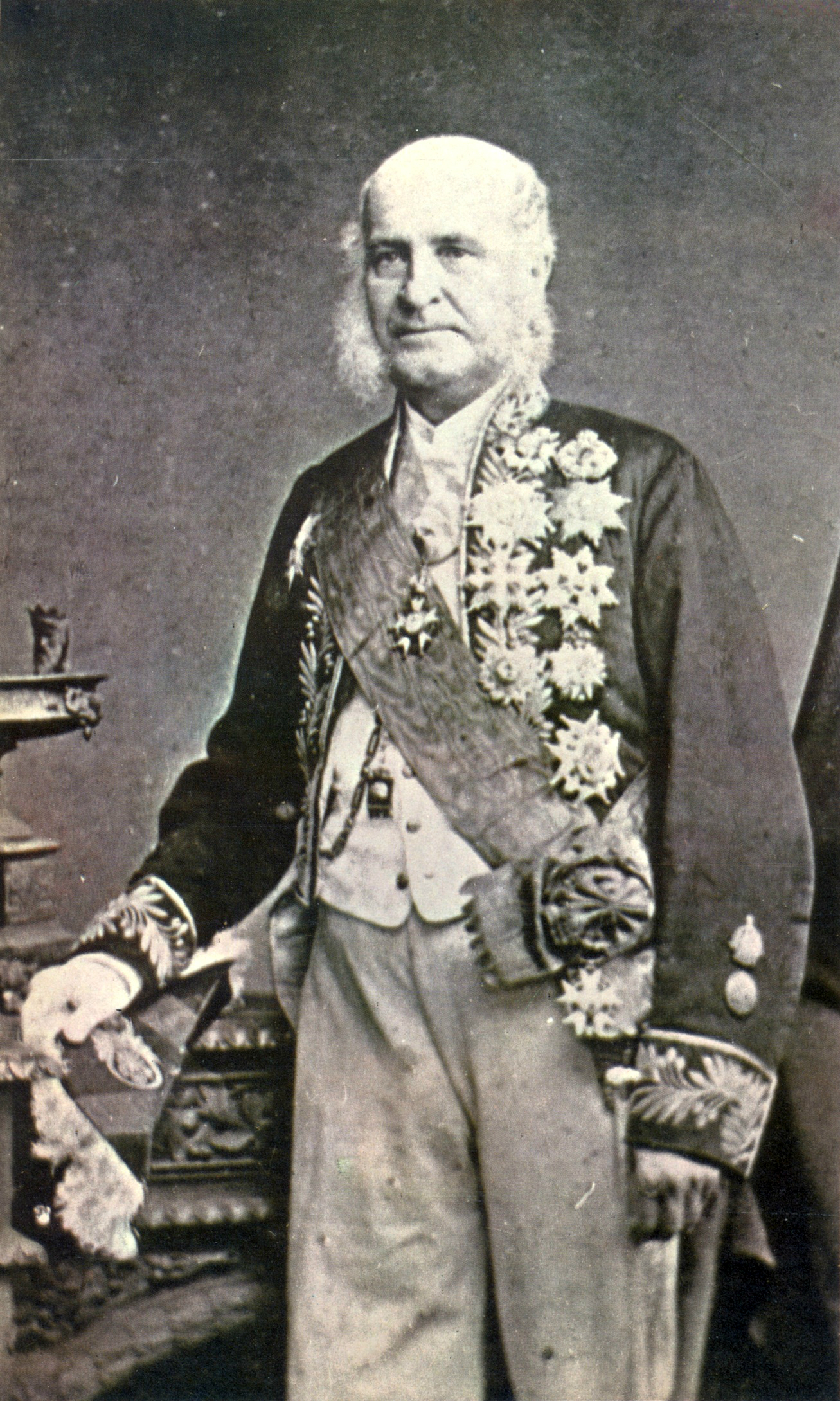
Última fotografia de Rio Branco, 1880.

El desgast polític anava en augment i el mes de juny de 1875, el gabinet va presentar la renúncia. El 1878, el Partit Conservador acabaria a l'oposició, moment que Rio Branco va aprofitar per fer un llarg viatge per Europa. Va depatxar, entre d'altres, amb la reina Victòria I del Regne Unit, el rei Humbert I d'Itàlia i amb el Papa Lleó XIII. No va retonar a Rio de Janeiro fins al 30 de juliol de 1879.
Ja durant el viatge, Rio Branco -que fumava una trentena d'havans diaris- havia començat a mostrar símptomes avançats d'un càncer de boca. El 30 d'octubre va ser sotmès a una intervenció d'urgència, on es va comprovar que la malaltia s'havia estès per la laringe. José Maria da Silva Paranhos va finar dos dies després. Les seves últimes paraules van ser: «Confirmaré davant de Déu tot allò que vaig afirmar als homes».

## Distincions

### Noblesa
- 20 de juny de 1870: Vescomte de Rio Branco (amb Grandesa).[72]

### Honors
- Dignatari de l'Orde Imperial de la Creu del Sud.[91]
- Comandant de l'Orde Imperial de la Rosa.[91]
- Gran Creu de l'Orde Imperial de Nostre Senyor Jesucrist.[91]
- Gran Creu de l'Orde de Nostra Senyora de la Concepció de Vila Viçosa.[91]
- Gran Creu de l'Orde Nacional de la Legió d'Honor.[91]
- Gran Creu de l'Ordre de l'Àliga Blanca.[91]
- Gran Creu (1a classe) de l'Orde de Santa Anna.[91]
- Gran Creu (1a classe) de l'Orde de Leopold.[91]
- Gran Creu de l'Orde de Sant Maurici i Sant Llàtzer.[91]
- Gran Creu de l'Orde de Carles III.[91]

### Altres
- Membre del Consell d'Estat.[66]
- Membre de l'Institut Històric i Geogràfic Brasiler.[92]
- Membre honorari de la Societat d'Antiesclavitud.[79]